# Panasivka, Lîpova Dolîna
Panasivka (în ucraineană Панасівка) este localitatea de reședință a comunei Panasivka din raionul Lîpova Dolîna, regiunea Sumî, Ucraina.

## Demografie
Componența lingvistică a localității Panasivka
     Ucraineană (98,74%)
     Rusă (1,01%)
     Alte limbi (0,13%)
Conform recensământului din 2001, majoritatea populației localității Panasivka era vorbitoare de ucraineană (98,74%), existând în minoritate și vorbitori de rusă (1,01%).